# Katedra św. Piotra w Ratyzbonie

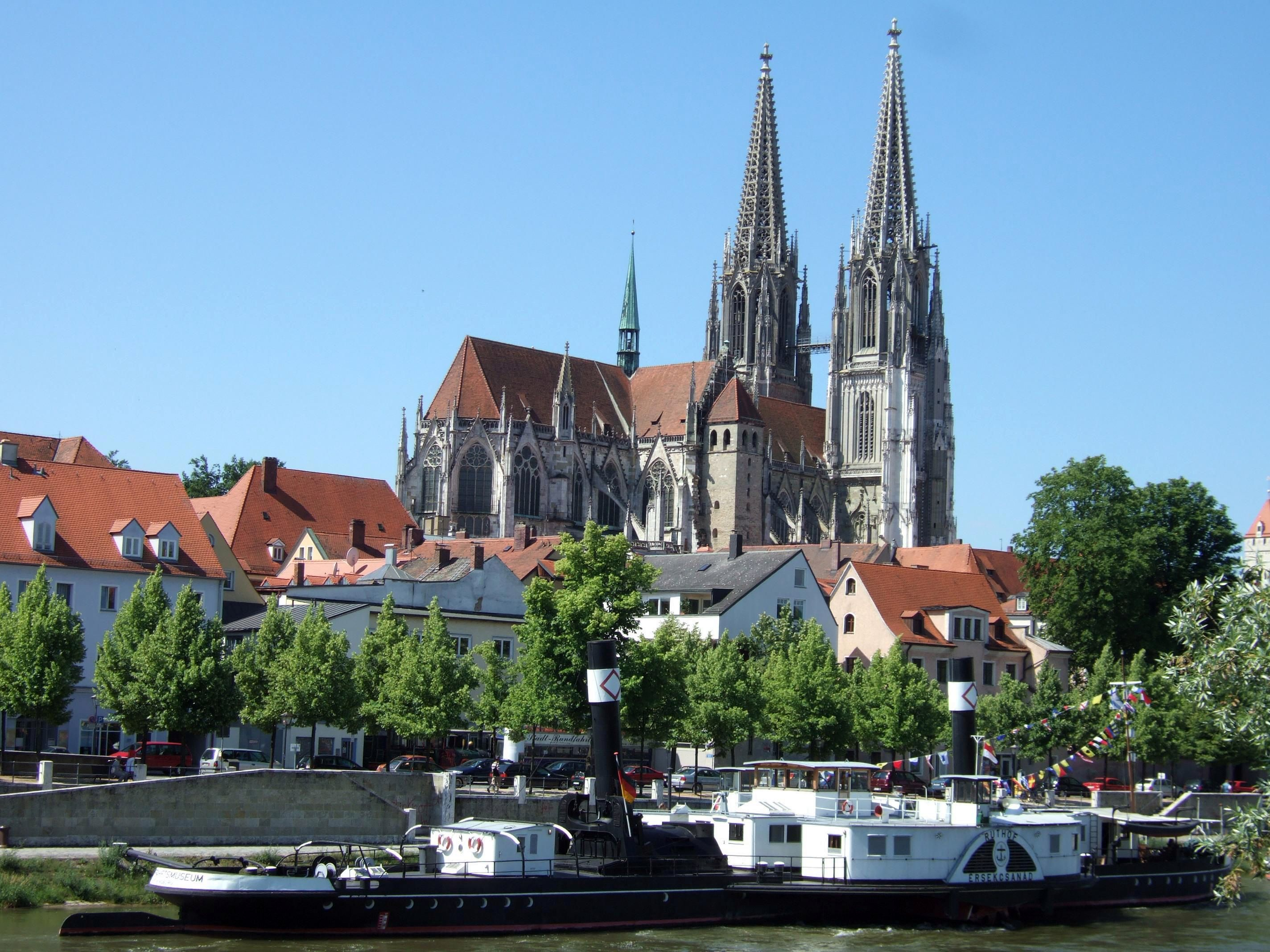
Katedra w Ratyzbonie

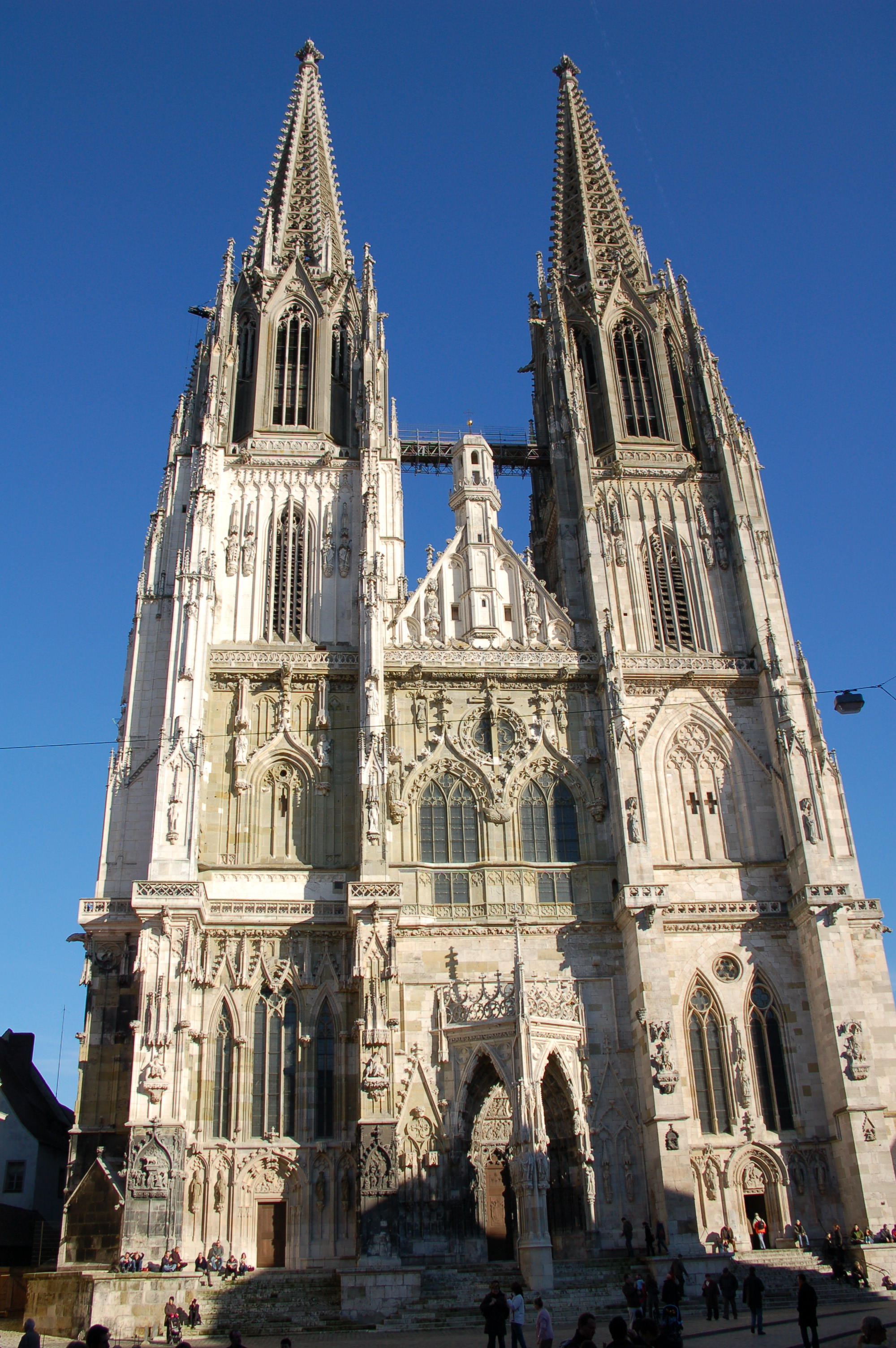
Katedra w Ratyzbonie, fasada zachodnia

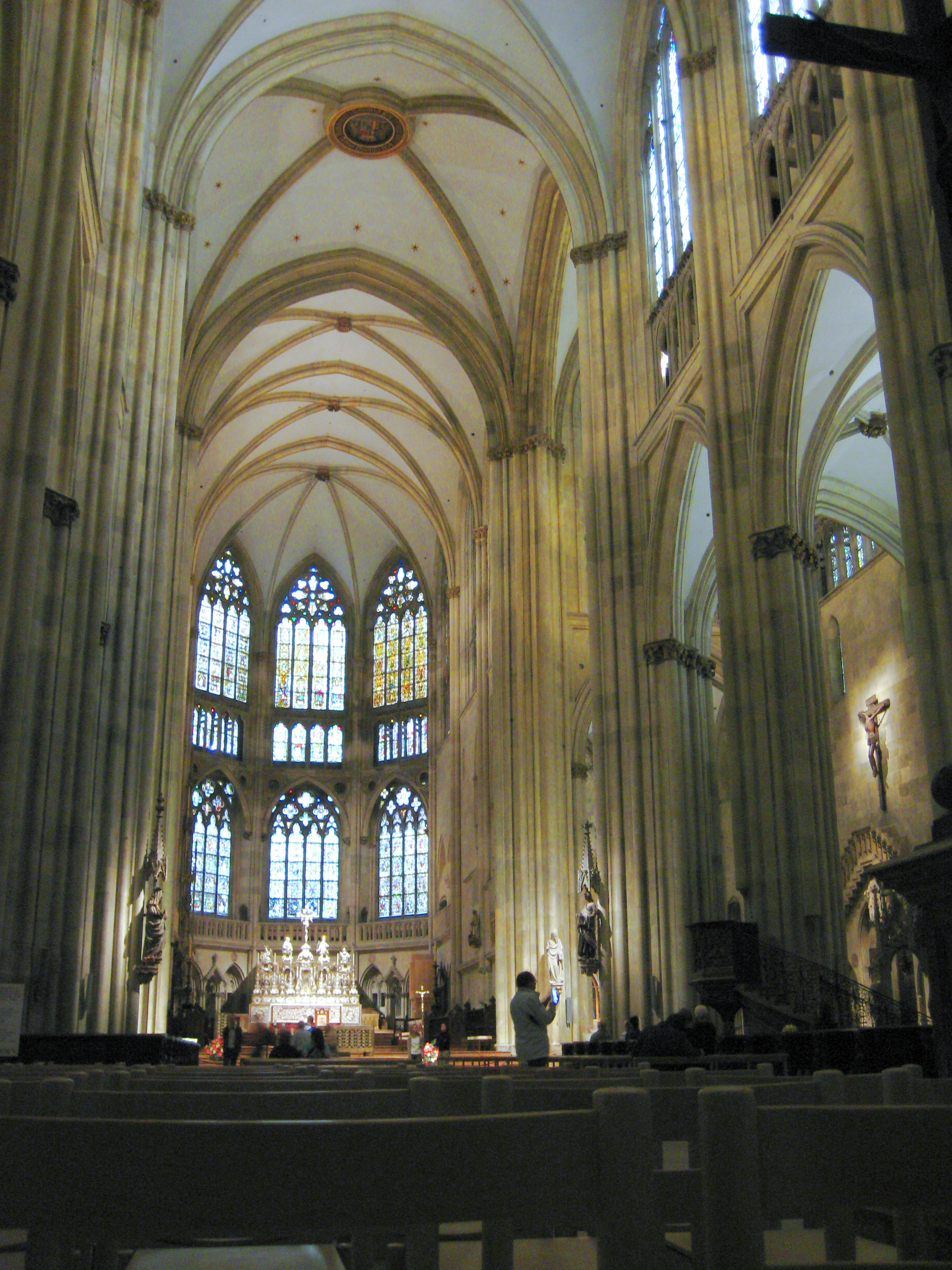
Wnętrze katedry

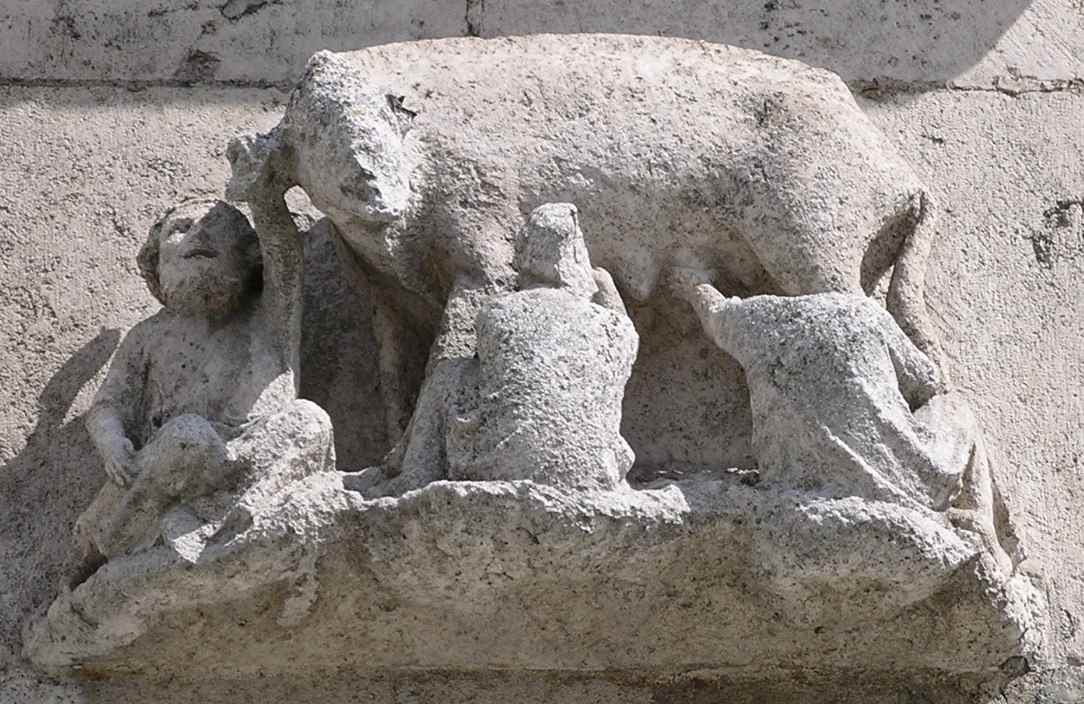
Judensau

Katedra św. Piotra w Ratyzbonie (niem. Dom St. Peter; także: Regensburger Dom) – kościół katedralny w Ratyzbonie w Bawarii.
Jedna z najznamienitszych budowli gotyckich w południowych Niemczech. Obok Mostu Kamiennego, katedra to najsłynniejszy zabytek ratyzbońskiego Starego Miasta, które od 13 lipca 2006 znajduje się na liście światowego dziedzictwa kultury UNESCO.

## Budowa
Pierwsza katedra w Ratyzbonie powstała wkrótce po założeniu w mieście biskupstwa w 739. W końcu VIII w. lub na początku IX w. wzniesiono trójnawową bazylikę z patrocinium św. Piotra. Karoliński kościół stał w miejscu dzisiejszego ogrodu katedralnego, na wschód od nawy głównej katedry gotyckiej. Na początku XI w. dobudowano nawę poprzeczną, tworzącą jedną całość z prezbiterium zachodnim i kryptą. Prezbiterium zamykały dwie wieże, z których do dziś zachowała się wieża północna, tzw. Eselturm.
W XIII w. pochodzący z patrycjatu miejskiego biskup Leo Tundorfer przekonał bogatych mieszczan do sfinansowania budowy nowej katedry. Dokładna data rozpoczęcia prac nie jest znana. Prawdopodobnie pożar starej katedry, do którego doszło w 1273, przyspieszył decyzję. Nowa gotycka świątynia została wzniesiona na zachód od starej katedry, bliżej centrum miasta.
Po obu stronach nawy głównej biegły krótsze nawy boczne, do których od wschodu przylegały masywne przybudówki z osobnymi zakrystiami i kaplicami. W 1290 rozpoczął się proces systematycznej przebudowy kościoła na modłę francuskiego gotyku wysokiego. Około 1410 ukończono portal główny wraz z przedsionkiem. Do 1430 rozbudowano parter wieży północnej oraz przęsła północnej nawy bocznej.
W 1415 po raz pierwszy kroniki wspominają Wenzla Roritzera, ze słynnej rodziny majstrów budowlanych, jako budowniczego katedry. Po jego śmierci w 1419, wdowę Roritzer poślubił Andreas Engel z Kolonii, który przejął stanowisko budowniczego katedry, piastując je do śmierci w 1456. Za jego czasów powstało pierwsze piętro wieży północnej oraz ściana północna. Według datowania dendrochronologicznego więźba dachowa nad nawą środkową powstała w 1442. W 1459 umieszczono w wieży północnej dzwony. Syn Konrada Roritzera, Mateusz (1477-1495) wzniósł nad środkową częścią fasady zachodniej szczyt z wieżyczką Eicheltürmchen oraz rozpoczął prace nad drugim piętrem wieży północnej.
Za czasów ostatnich budowniczych katedry, Erharda Heydenreicha (1514-24) oraz jego brata Ulryka Heydenreicha (1524-38), ukończono katedralne krużganki. Po czym prace przerwano, a katedra pozostała z niedokończonymi wieżami.
W 1697 katedra otrzymała zaplanowaną jeszcze w XIV w. kopułę nad skrzyżowaniem nawy głównej z transeptem. Barokowa kopuła była zdobiona bogatymi malowidłami oraz sztukateriami autorstwa braci Carlone. Na przestrzeni XVII i XVIII w. kościół otrzymał wiele ołtarzy oraz innych elementów wyposażenia wnętrz w stylu barokowym.
W XIX w. romantyczna wizja architektury czystej stylowo wymusiła zmiany. W latach 1828–1841, na polecenie króla Bawarii Ludwika I przywrócono katedrze styl gotycki. Pracami kierował monachijski architekt Fryderyk von Gärtner. Z wnętrza katedry usunięto prawie wszystkie elementy powstałe po okresie średniowiecza, a barokową kopułę zdemontowano i zastąpiono sklepieniem krzyżowo-żebrowym. Podjęto na nowo prace nad ukończeniem wież. Pod kierunkiem budowniczego Franza Josepha Denzingera (1859-69) dobudowano brakujące piętra; wieże zwieńczyły stożkowate dachy hełmowe. Obydwie nawy poprzeczne otrzymały szczyty, a na dachu nad skrzyżowaniem nawy głównej z transeptem umieszczono sygnaturkę. W 1872 budowa katedra została ostatecznie ukończona.
Wymiary katedry:
- Długość – 86,00 m
- Szerokość – 34,80 m
- Wysokość nawy środkowej – 32,00 m
- Wysokość wież od podstawy – 105 m[2]

## Wystrój wnętrz
Pomimo przeprowadzonej w XIX w. „puryfikacji”, w czasie której usunięto prawie wszystkie obiekty powstałe w wiekach późniejszych niż średniowiecze, katedra może pochwalić się wyjątkowo bogatym wnętrzem. Na szczególną uwagę zasługują liczne rzeźby gotyckie oraz pięć kamiennych ołtarzy baldachimowych.
Po wewnętrznych stronach obydwu zachodnich filarów skrzyżowania nawy głównej z transeptem znajdują się wczesnogotyckie figury: Marii oraz słynnego uśmiechniętego Archanioła Gabriela. Obydwie rzeźby przypisuje się anonimowemu artyście znanym jako Mistrz bł. Erminolda Maria wyciąga prawą rękę w pozdrowieniu; w lewej trzyma książkę. Na filarach wschodnich umieszczono kamienne figury św. Piotra i św. Pawła z XIV w.
Świątynia posiada imponujące witraże z XIII, XIV oraz XIX wieku. Z okresu średniowiecza zachowało się ok. 1100 oryginalnych kolorowych szyb witrażowych. Witraże XIX-wieczne powstały na zlecenie króla Bawarii Ludwika I.
Na zewnętrznej ścianie katedry znajduje się rzeźba Judensau (pol. żydowska maciora) – antysemickie, poniżające i dehumanizujące przedstawienie Żydów.

## Dzwony
Katedra posiada sześć dzwonów głównych:
- Große Fürstin (pol. Wielka Pani): g° – 4800 kg – 203 cm średnicy- 1696 r. Schelchshorn – wieża północna
- St. Michaels-Glocke (pol. Dzwon św. Michała): a° – 4500 kg – 189 cm – 1961 r. Perner – wieża południowa
- Kleine Fürstin (pol. Mała Pani): h° – 3250 kg – 180 cm – 1616 r. Schelchshorn – wieża północna
- Gebetsglocke (pol. Dzwon modlitewny): d’ – 1550 kg – 141 cm – 1961 r. Perner – wieża północna
- Agnus-Dei-Glocke (pol. Dzwon Agnus Dei): e’ – 1151 kg – 126 cm – 1965 r. Perner – wieża południowa
- Arme-Seelen-Glocke (pol. Dzwon biednych dusz): g’ – 626 kg – 105 cm – 1961 r. Perner – wieża południowa